# 金本位制
金本位制（きんほんいせい、英: gold standard）とは、狭義には、一定量の金を標準的な経済単位とする通貨制度であり、広義には、一国の貨幣価値（交換価値）を金に裏付けられた形で金額を表すものであり、商品の価格も金の価値を標準として表示される。この場合、その国の通貨は一定量の金の重さで表すことができ、これを法定金平価という。

## 概要

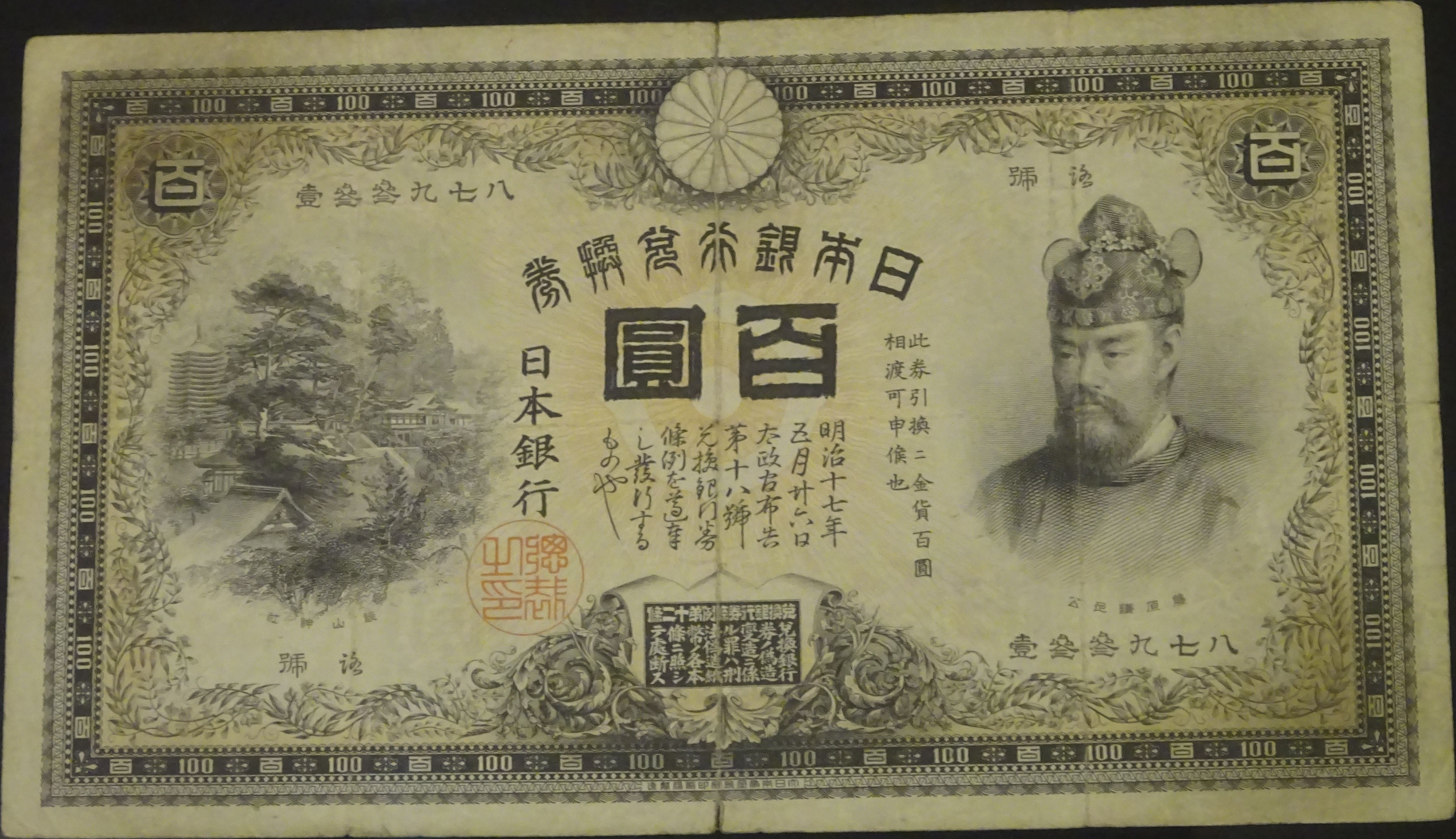
1900年に発行された日本の紙幣。兌換紙幣であり、金と交換可能なことが明記されている。

狭義の金本位制は、その国の貨幣制度の根幹を成す基準を金と定め、その基礎となる貨幣、すなわち本位貨幣を金貨とし、これに自由鋳造、自由融解を認め、無制限通用力を与えた制度である。これは特に金貨本位制という。つまり、金そのものを貨幣として実際に流通させることである。実際には、流通に足りる金貨が常備できない、高額になりがちな金貨は持ち運びが不便、使用により磨耗するなどの理由により、金貨を流通させられない場合が多い。そこで、中央銀行が金地金との交換を保証された兌換紙幣（だかんしへい）および、本位金貨に対する補助貨幣を流通させることにより、貨幣価値を金に裏付けさせることが行われた。これを金地金本位制（きんじがねほんいせい）という。
一般には、金貨本位制と金地金本位制を含めて金本位制という。さらに、自国で金本位制を実施できない場合でも、これを行っている他国の通貨と自国通貨との一定の交換性が保証されている場合には、為替を通じて間接的に金との兌換が行われていると考えて金為替本位制（きんかわせほんいせい）と呼ぶ。広義では、この金為替本位制も金本位制に含める。しかし、金為替本位制は第二次世界大戦後のブレトン・ウッズ体制を別として植民地政府で実施された例が多く、この場合本国の都合で現地の金融活動は多くの点で犠牲を強いられた。

## 均衡のプロセス
金本位制には、国際収支を均衡させる効果があると考えられている。複数の国が存在していて、それらの国が金本位制を採用している場合、流通している通貨が異なっても事実上「金」が世界共通の通貨であることになる。
例えば、経常収支の均衡しているある国がある。
- 設備投資が活発になり好況になったとする。
- 国内の貯蓄がそれまでと変わらなかった場合、経常収支は赤字となる。
- 経常収支の赤字は輸入による自国通貨（金）の流出が、輸出による自国通貨（金）の流入を上回ることである。
- このことは国内の通貨残高減少を意味する。
- 通貨減少により国内の金利は上昇し設備投資が減少する。
- 景気は経常収支が均衡するまで沈静化し、やがてバランスをとる。

このプロセスにおいて、金利上昇時に国外からの資本流入が起きると、設備投資は減少せず、経常収支も均衡しない。経常収支と資本収支の合算が均衡している限り国内の金は増減せず国際収支は均衡する。
逆のプロセスとして不景気に陥った際も金の流入がプラスになれば景気が回復する。
一方、輸出入だけに着目した説明もある。こちらは初学者でも分かりやすい。
例えば、国内の物価が上がれば輸出減・輸入増となる。輸入超過分は最終的に自国の正貨で支払う。正貨が減ると通貨の発行額も減り、不況となって物価が下がる。この下落によって輸出増・輸入減となる。こうして正貨は回収される。

## 不況レジームとしての国際金本位制（金の足かせ）
金本位制というのは、固定相場制の一種としてとらえることができる。各国がいったん自国通貨と金との交換比率を決定すると金平価も自動的に決定され、各国通貨当局は金平価を維持させるために、国内の金融政策が追随する形をとる。
金本位制はほかのドルペッグ制などとは違った固定相場制としての特質を持っている。それは金流出国と金流入国との間の金融政策の非対称性である。例えば、自国において金流出が起こったとする、その国では民間の兌換請求によって金を買い戻していることになるから、必然的に自国通貨のマネーサプライの減少をもたらし、均衡に至る。しかし、金流入国においては金流入によって民間より金を買い入れて、マネーサプライの拡大をすることになるが、当該国がマネーサプライの拡大を嫌った場合、他の資産を民間に売却することによって自国通貨供給の拡大を阻止するという操作が可能であり、このような金不胎化政策はかならず他の国に金融引き締めを強いることになるため、金本位制というのは本質的に強い引き締め圧力を持ち、拘束性を持つ政策レジームである。
ジョン・メイナード・ケインズは1923年の著書『貨幣改革論』で金本位制を「未開社会の遺物」と喝破し、金の足かせから自由な管理通貨制度への移行を説いていた。

## 歴史

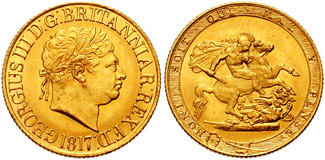
イギリスで金本位制を確立した、1817年銘の最初のソブリン金貨

金本位制の理念は古くからあった（東ローマ帝国の経済、後に＄マークの由来にもなったソリドゥス金貨）と思われるが、金貨は貨幣として実際に流通させるには希少価値が高過ぎ、金貨を鋳造するための地金が絶対的に不足していたため、蓄財用として退蔵されるか、せいぜい高額決済に用いられるかであった。
歴史的には、金本位制よりも銀本位制や金銀複本位制の方が一般的であった。 金本位制に基づく国際通貨制度への移行は、事故、ネットワーク外部性、経路依存性を反映している。
金本位制は金鉱豊かなロシアでの採用が早く、法形式ではイギリスのものが早い。金本位制のグローバル化は大不況期に進むが、それはそのときに工業が発展したからである。特筆すべき例は次のようなものである。アルミニウムの精製に必要だったナトリウムが、ホール・エルー法により無用のものとなった。カストナー・アルミニウム株式会社は、そこでシアン化ナトリウムを製造した。この会社は自社製造で飽き足らずに、ドイツ金銀分離工業所デグサへもナトリウムを供給した。このようなシアン化ナトリウムは、金鉱石をシアン化法で処理するのに使われた。

イギリスでは1717年、当時の王立造幣局長であったアイザック・ニュートン卿が銀と金の交換レートを低く設定しすぎたため、銀貨が流通しなくなり、偶然に事実上の金本位制を採用した。金本位制が法的に初めて実施されたのは、1816年、イギリスの貨幣法（55 GeorgeIII.c.68）でソブリン金貨（発行は1817年）と呼ばれる金貨に自由鋳造、自由融解を認め、唯一の無制限法貨としてこれを1ポンドとして流通させることになってからである。
19世紀にイギリスが世界有数の金融・商業大国になるとヨーロッパ各国が次々と追随し、19世紀末には、金本位制は国際的に確立した。さらに、19世期後半の大不況期に採用が進み、1870年代から1920年代前半、1920年代後半から1932年まで、また1944年から1971年の米ドルの金兌換停止し、ブレトンウッズ体制を事実上終了させるまでは国際決済銀行とブレトン・ウッズ体制による国際通貨制度の基礎となった。 1971年以降は以降、先進国のほとんどは管理通貨制度に移行したが、それでも多くの国が多額の金準備を保有している。

### 近代日本の金本位制
日本では1871年（明治4年）に「新貨条例」を定めて、新貨幣単位円とともに確立されたが、金準備が充分でなかった上に、まだ経済基盤が弱かった日本からは正貨である金貨の流出が続いた。1871年に法律を改めて暫時金銀複本位制としたが、実質的には銀本位制となった。日清戦争後に清から得た賠償金3800万英ポンドの金を準備金として1897年には平価を半分に切り下げた貨幣法が施行され、実質的に金本位制に復帰した。

### 第一次世界大戦による金本位制の中断
1914年にはじまった第一次世界大戦により、各国政府とも金本位制を中断し、管理通貨制度に移行した。これは、戦争によって増大した対外支払のために金貨の政府への集中が必要となり、金の輸出を禁止、通貨の金兌換を停止せざるをえなくなったからである。また戦局の進展により、世界最大の為替決済市場であったロンドンのシティが戦災に遭い活動を停止したこと、各国間での為替手形の輸送が途絶したことなども影響した。例えば日本は、1913年12月末の時点で日銀正貨準備は1億3千万円、在外正貨2億4,600万円であり、在外正貨はすべてロンドンにあり、外貨決済の8〜9割を同地で行っていたが、大戦勃発後の1914年の8月に手形輸送が途絶した（当時はシベリア鉄道で輸送していた）。

### 第一次大戦後の金本位制への復帰と大恐慌による離脱
その後1919年にアメリカ合衆国が金本位制に復帰したのを皮切りに、各国も次々と復帰したが、1929年の世界大恐慌により再び機能しなくなり、インヴァーゴードン反乱でポンドが大暴落していた1931年9月のイギリスを契機として1937年6月のフランスを最後にすべての国が金本位制を離脱した。このことについてアメリカ連邦準備制度理事会（FRB）議長を経験したベン・バーナンキは、「金本位制から早く離脱した国ほど経済パフォーマンスが良いことの証明だ」と述べた。

日本では、一次大戦後に金本位制復帰の機会をうかがうも、関東大震災などの影響で時期を逸し、1930年（昭和5年）に濱口雄幸内閣が「金輸出解禁」を実施したが、多額の貿易赤字に伴い多量の金流出が起り、翌年犬養毅内閣が金輸出を再禁止した。
1933年、金融恐慌を期にルーズベルト大統領は大統領命令6102号を発令し、アメリカ市民に対し保有する金を平価（1オンス=20.67ドル）で強制的に搬出させ、市民の金保有を禁じた。これは、当時金本位制の下で紙幣が金保有高に制限されてしまうため、インフレ政策が取れなかったための措置であった。1934年に、アメリカは金の買上げ価格を1オンス=35ドルと定め、この価格で外国通貨当局に対し金を引き渡す措置をとるようになった。

### ブレトン・ウッズ体制の創設
第二次世界大戦後、米ドル金為替本位制を中心としたIMFによる体制、所謂「ブレトン・ウッズ体制」が創設された。他国経済が戦災で疲弊する中、アメリカは世界一の金保有量を誇っていたので、各国は1オンス=35ドルの平価で金と結びつけられた米ドルとの固定為替相場制を介し、間接的に金と結びつく形での金本位制となったのである。

## ニクソンショック
しかし、1971年8月15日のいわゆるニクソン・ショック以降は、金と米ドルの兌換が停止される。同年12月にスミソニアン協定で1オンス=38ドルとドルの平価を切り下げつつも、金本位制の性格を維持しようとしていたが、各国の通貨も1973年までに変動為替相場制に移行する形で、先進国の通貨は金本位制が有名無実化する形で離脱することになった。同年に1オンス=42ドル22セントと再び平価を切り下げとなり、1976年1月にキングストンで開催されたIMF暫定委員会では、変動相場制と米ドルの金本位制廃止が確認され、1978年4月に協定発効に伴って先進国の通貨における金本位制は完全に終焉した。
日本の本位金貨（旧1,2,5,10,20円、新5,10,20円）も、太平洋戦争後は形式化していたが、依然として現行貨幣であった。1987年（昭和62年）制定、1988年（昭和63年）4月1日施行の「通貨の単位及び貨幣の発行等に関する法律」により、同年3月31日限りで漸く通用停止になり、名実ともに管理通貨制度へ移行した。

## 文献情報
- 上川孝夫, 「国際金本位制に関する覚書」 横浜国立大学経済学部紀要論文 『エコノミア』 57巻 1号, pp.75-93, 2006年5月[注釈 4]
- 判澤純太, 「日華事変をめぐる日本金融の「広義国防化」変換過程と、「華北『分治』工作」の「高度国防」化」 『新潟工科大学研究紀要』 9号 p.83-106, 2004年12月, NAID 110001190224, hdl:10623/20251, NCID AN10590360[注釈 5]